# Night of the Demons
Night of the Demons – amerykański film fabularny, którego premiera odbyła się 9 października 2009 roku. Remake horroru klasy „B” Noc demonów (1988).

## Obsada
- Edward Furlong jako Colin
- Shannon Elizabeth jako Angela Feld
- Monica Keena jako Maddie
- Bobbi Sue Luther jako Suzanne
- John F. Beach jako Jason
- Michael Copon jako Dex
- Tiffany Shepis jako Diana
- Diora Baird jako Lily
- Linnea Quigley jako balerina
- Michael Arata jako Louis
- Chloe Garza jako Ladybug
- Ryan Turek jako Głowa aligatora
- Kevin Bradley jako Pingwin
- Lance E. Nichols jako Sierżant Dawson
- Eric F. Adams jako Kierowca ciężarówki

i inni.